# Villa Grazioli

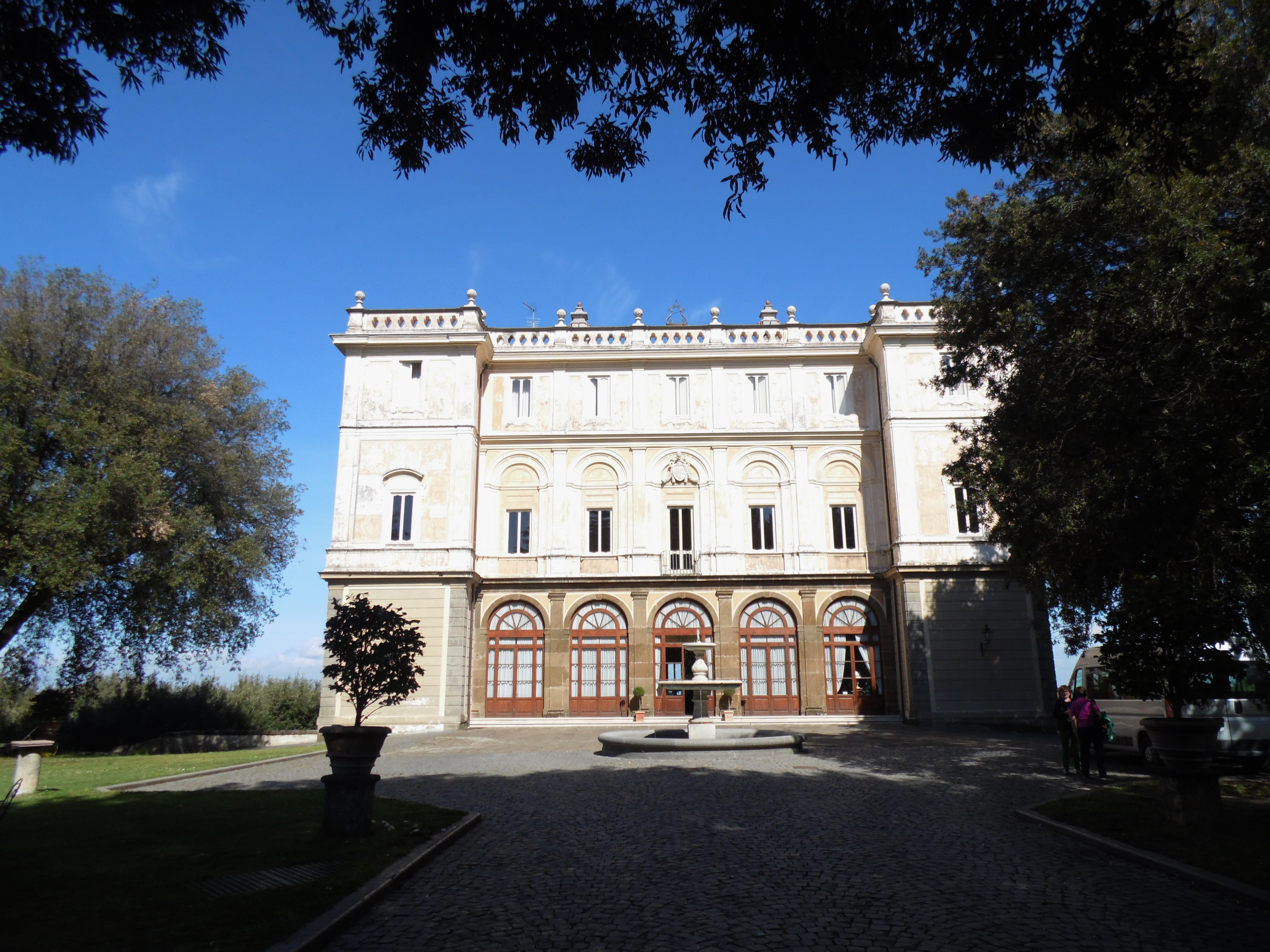
Die Südostfassade der Villa Grazioli

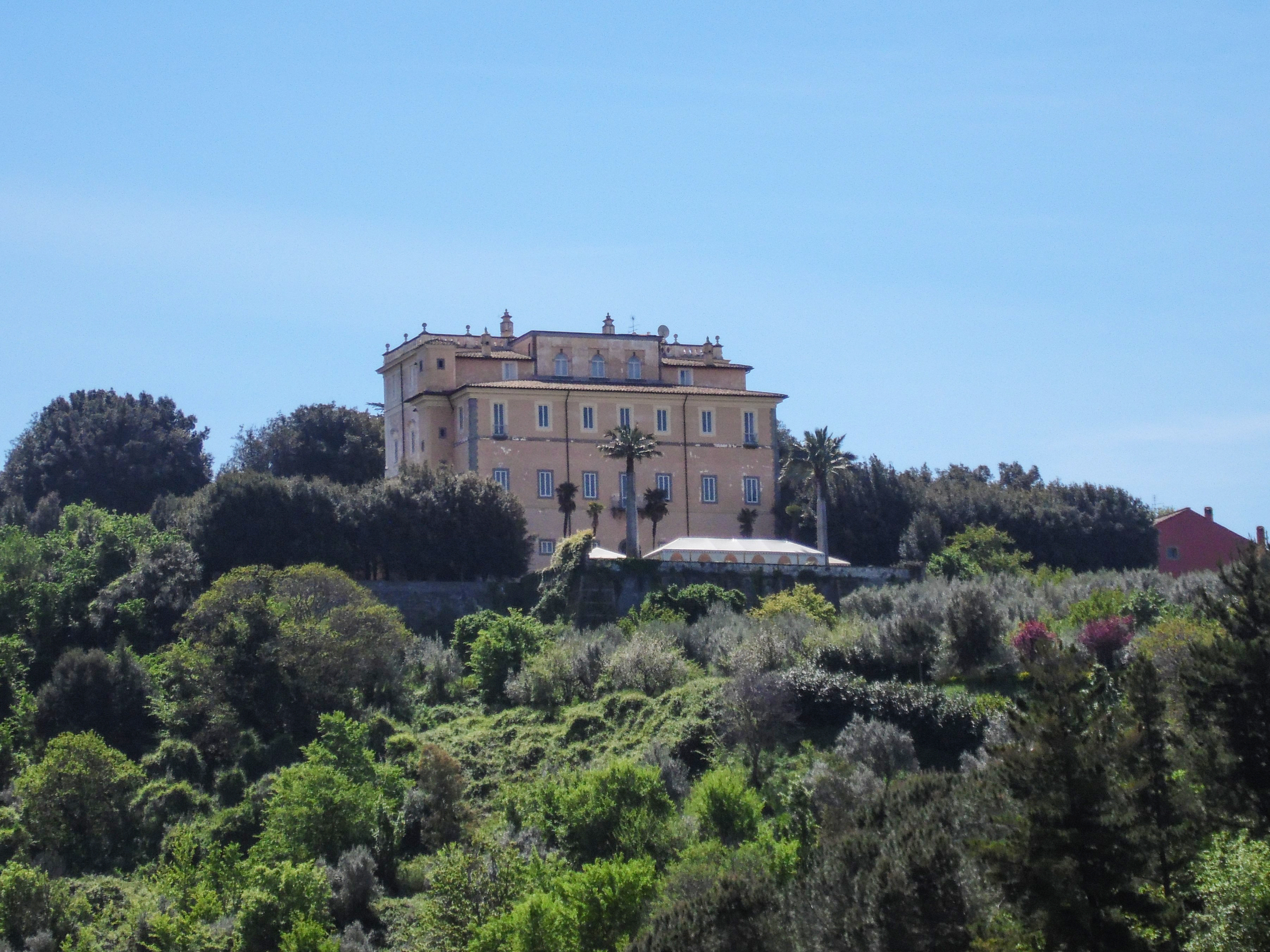
Nordwestfassade zum Tal Richtung Rom

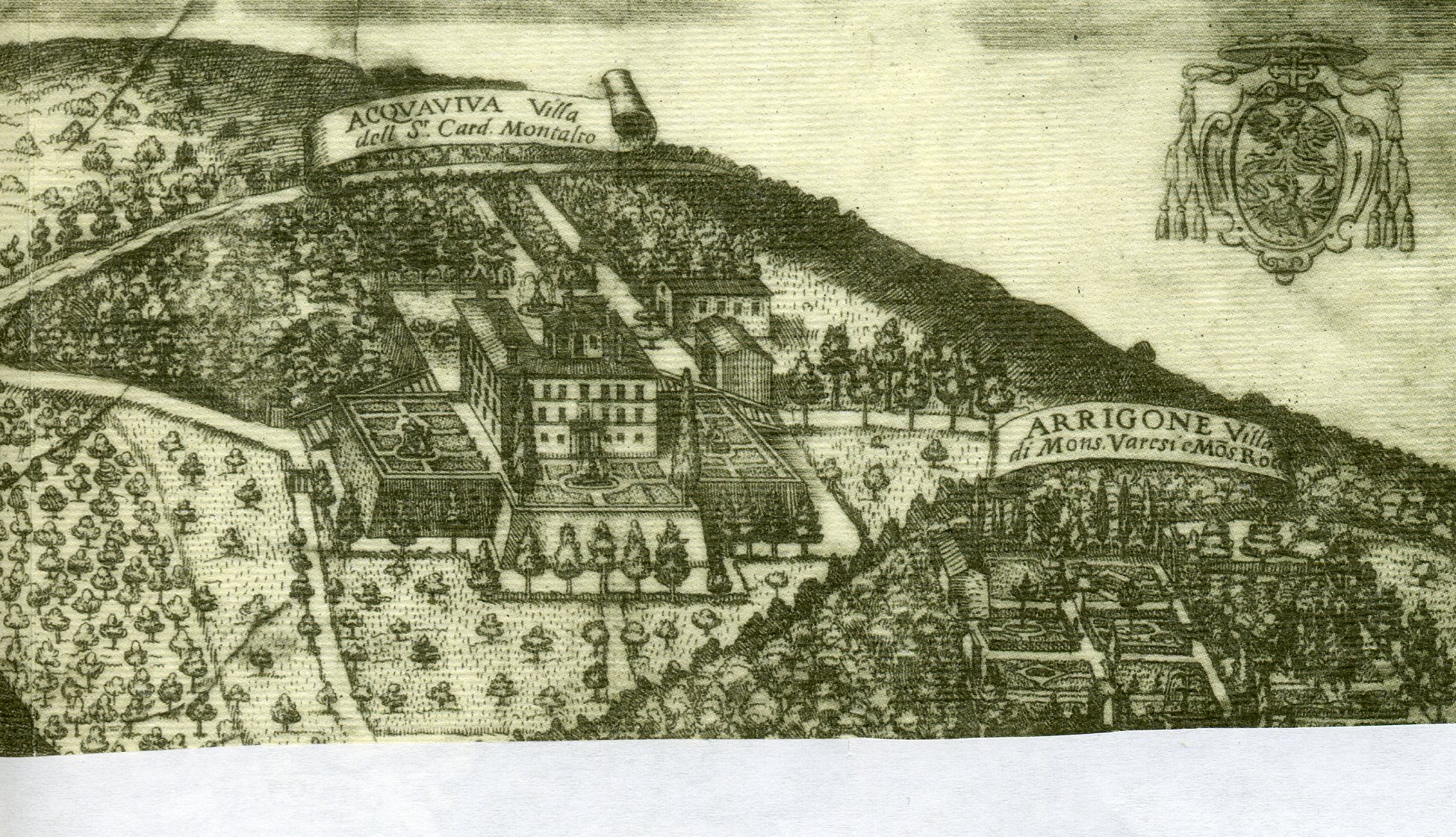
Villa Grazioli von Matteo Greuter 1620, damals noch Villa Montalto genannt

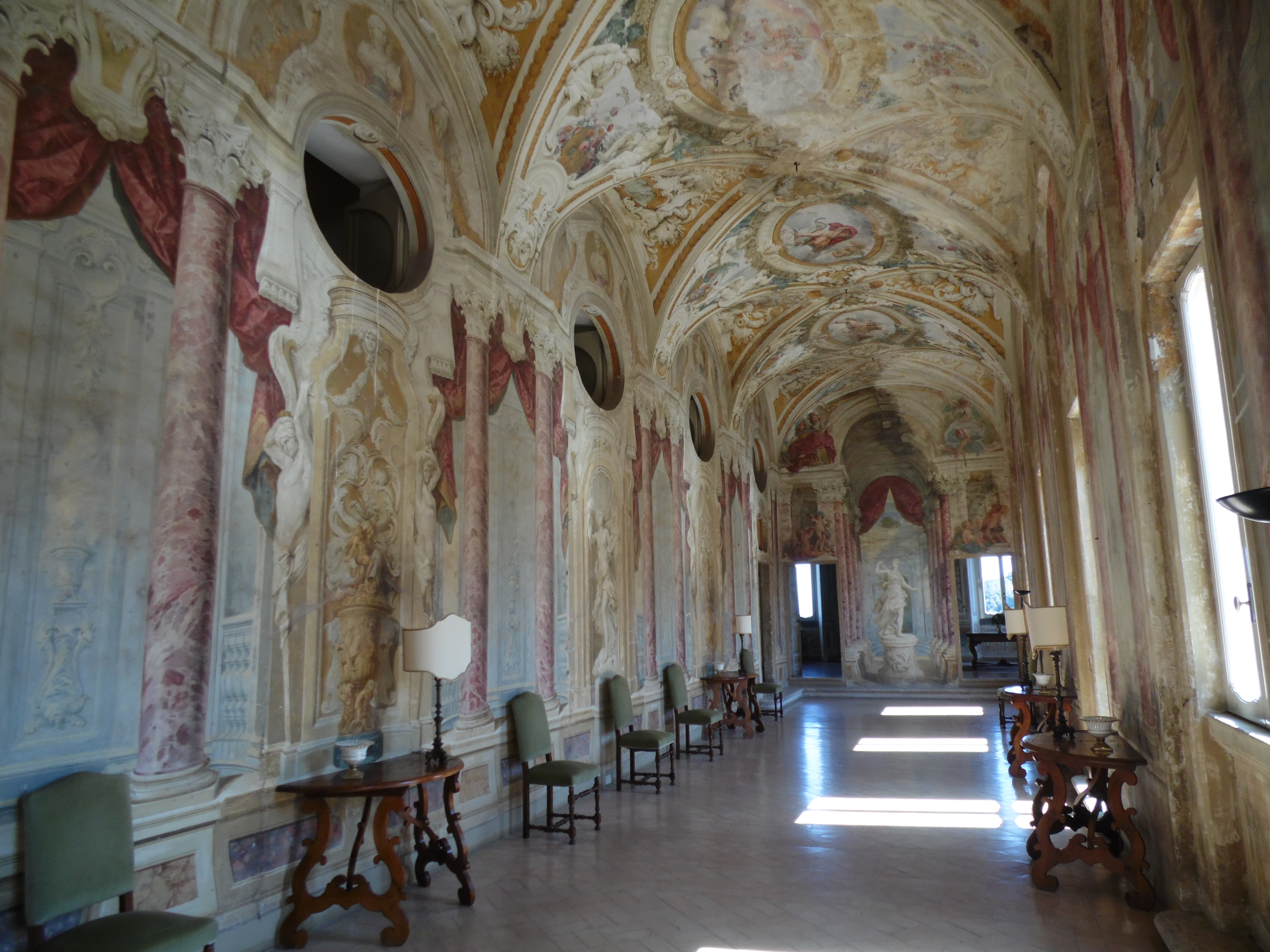
Piano nobile mit Fresken

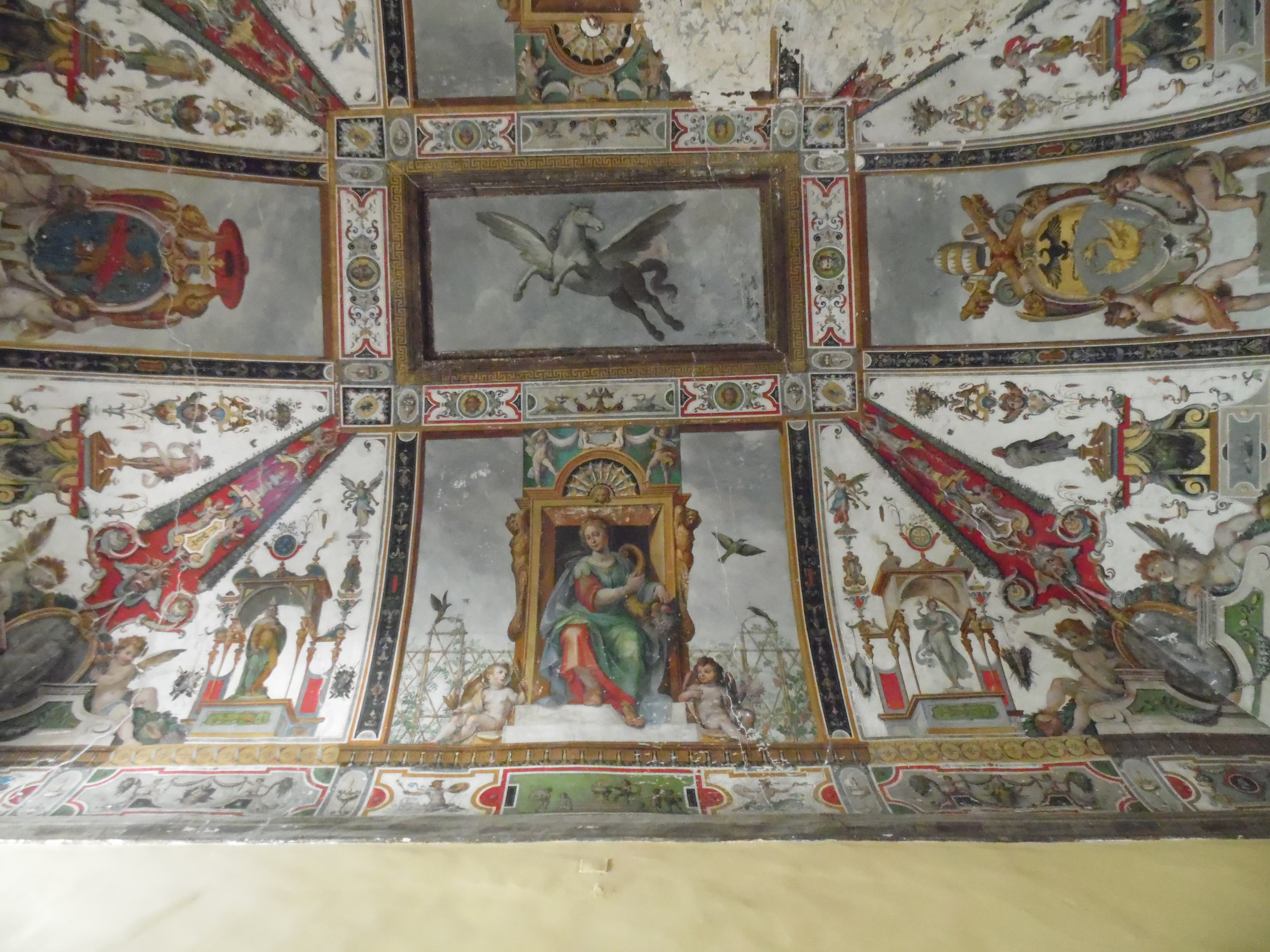
Deckenfresken

Die ländliche Villa Grazioli (frühere Bezeichnungen: Villa Acquaviva, Villa Montalto, Villa Bracciano) ist eine denkmalgeschützte Villa mit Park in dem Ort Grottaferrata, Region Latium nahe Rom in Italien. Sie ist ein Bauwerk der Renaissance und wurde um 1580 von Kardinal Antonio Carafa errichtet. Die Villa ist reich an Fresken aus dem 16. bis 18. Jahrhundert.

## Geschichte
Die gravierte Marmorplatte in der Kapelle der Villa  Grazioli zitiert einen Brief aus dem Jahr  1580, in dem Papst Gregor XIII. die Kapelle  Johannes dem Täufer weihte.  Nach dem Tod von Kardinal Carafa ging das Eigentum an der Villa 1592 auf Kardinal Ottavio Acquaviva d’Aragona über. Dieser beauftragte die Ausführung der meisten Fresken in den Gewölben der vier Hallen im Erdgeschoss. 
Ab 1613 gehörte die Villa für kurze Zeit aufgrund eines Tauschgeschäfts nacheinander den Kardinälen Scipione Caffarelli Borghese und Ferdinando Taverna. 1614 gelangte die Villa in den Besitz der Familie Peretti-Montalto, später in den der Familie Savelli.
1683 kaufte die Familie Odescalchi, die Herzöge von Bracciano, das Gebäude. Bis in die erste Hälfte des 19. Jahrhunderts wurde das Anwesen deshalb auch als Villa Bracciano bezeichnet. Durch die Odescalchi folgten bauliche Veränderungen an der südlichen Seite. Die große Terrasse aus dem 16. Jahrhundert wurde in eine Galerie verwandelt, um die Aufstockung einer dritten Etage möglich zu machen.
1737 beauftragte Baldassarre Erba Odescalchi  die Ausgestaltung der neuen Galerie im ersten Stock. Die Fresken schuf Giovanni Paolo Pannini. Bis zur Mitte des 19. Jahrhunderts wurde das Anwesen auch von deutschen Italienreisenden besichtigt, meist aus kunstgeschichtlichem Interesse wie Friedrich Wilhelm von Erdmannsdorff oder auf Wanderungen wie zum Beispiel Wilhelm Waiblinger. Johann Heinrich Wilhelm Tischbein besuchte gemeinsam mit Friedrich Münter die Villa:

„Wir besahen die Villa Bracciano. Es ist in einem Zimmer eine Menge schöner Porträts, besonders der wunderschöne Mädchenkopf, den Tischbein copirt hatte, u. den ich so lange auf meinem Zimmer behielt.“

1831 hielt sich die verwitwete Herzogin von Anhalt-Köthen in der Villa auf und empfing dort Papst Gregor XVI. zu einem gemeinsamen Frühstück. Von 1833 bis 1843 stand die Villa im Eigentum des Collegio di Propaganda Fide. 1843 wurde die Villa an Herzog Pio Grazioli verkauft, der weitere Umgestaltungen veranlasste. 
Im Zweiten Weltkrieg wurde das nahe gelegene Frascati  bombardiert. Die Villa diente als Notunterkunft zahlreicher Familien. Danach stand sie viele Jahre leer. Ab 1987 wurden umfangreiche Restaurierungen durchgeführt. Sie wird heute als Hotel genutzt.

## Fresken
Die Villa ist innen mit Decken- und Wandmalereien dekoriert. Neben Giovanni Paolo Pannini schufen sie Künstler aus den Schulen von Antonio Carracci und Agostino Ciampelli, möglicherweise waren diese an der Ausführung auch selbst beteiligt. Dargestellt werden Landschaften, Architekturelemente, der Himmel mit Engeln, Putten und Wolken,  antike Gottheiten wie Apollon und Diana, Allegorien der vier Jahreszeiten und der damals bekannten vier Kontinente,  die vier Elemente Feuer, Wasser, Luft und Erde mit entsprechender Dekoration.

## Park
Der Park des Anwesens liegt an einem Hang des Monte Tuscolo, einem Berg des vulkanisch gebildeten Rings der Albaner Berge. Er hat eine Größe von über 15.000 m². Neben dem alten Baumbestand aus Eichen, Platanen und Rosskastanien dominieren Zedern und mediterrane Zierpflanzen.